# Kriens
Kriens (schweizerdeutsch Chrien(d)s [χriənds], [χriəns]) ist von der Einwohnerzahl her die drittgrösste Einwohnergemeinde und die zweitgrösste Stadt des Schweizer Kantons Luzern. Sie liegt am Fuss des Pilatus, grenzt im Osten an Luzern und ist Sitz eines der vier Luzerner Bezirksgerichte.

## Geographie
Kriens liegt am Fusse des Pilatus. Die Stadt besteht aus dem Zentrum (das verstädterte, ehemalige Dorf) mit diversen Quartieren, dem Ortsteil Obernau westlich davon, dem Weiler Hergiswald (5 km westlich des Dorfs; 790 m ü. M.) an der Strasse Kriens-Eigenthal und zahlreichen Einzelgehöften am Berghang zum Pilatus. Rund um den Bahnhof Mattenhof entsteht seit etwa 2018 zwischen dem historischen Ortskern, der Luzerner Allmend und dem Quartier Kuonimatt ein neuer Ortsteil. Die Projekte wie zum Beispiel Schweighof, Mattenhof 1 und 2 und Nidfeld werden unter dem Sammelbegriff «Luzern Süd» vermarktet.
Die Grenze zum östlichen Nachbarort Luzern geht quer durch das Gelände der Brauerei Eichhof. Von dort verläuft sie in nordwestlicher Richtung durch den Gigeliwald und dann westlich des Stadtluzerner Quartiers Obergütsch und des Gütschwalds bis zum Gehöft Böschenhof. Von dort geht sie in leicht südwestlicher Richtung stets dem Nordhang des Sonnenbergs und des Blattenbergs entlang bis zum Gehöft Gspan. Dort dreht sie nach Südosten ab. Dabei trennt sie den Weiler Holderchäppeli (935 m ü. M.), geht über die Würzenegg (1174 m ü. M.), den Chraigütsch (1081 m ü. M.) und den Höchberg (1198 m ü. M.) bis zur Lauelenegg (1442 m ü. M.) nordwestlich des Pilatus. Von dort führt die Gemeindegrenze über die Fräkmüntegg (1469 m ü. M.) und den Bieli (1373 m ü. M.) bis in den Hohwald in nordöstlicher Richtung. Sie führt von dort zum Steinibach und in dessen Lauf bis kurz vor den Bahnhof Horw. Von dort geht es entlang der Bahnlinie von Horw nach Luzern in nördlicher Richtung zurück zum Gelände der Brauerei Eichhof.
Der östliche Teil der Stadt Kriens liegt in einem Talboden (die Quartiere Kupferhammer bzw. Grosshof sowie Mattenhof bei der Stadt Luzern und Kuonimatt bei Horw). Vom Kupferhammer weg steigt dann das Gelände in westlicher Richtung sanft an bis nach Obernau (Höhendifferenz weniger als 90 Meter; 468 m ü. M. bis 554 m ü. M.).
Im Norden des Ortsteils Dorf liegt der im Krienser Teil wenig bewaldete südwärts gerichtete Sonneberg. Der Hang südlich davon liegt in nördlicher Richtung und heisst Schatteberg.
Der Schatteberg ist der erste Anstieg zum Pilatus. Im unteren Teil ist er gerodet und teilweise überbaut. Der Grossteil des Geländes westlich von Obernau und südlich des Dorfs ist Waldgebiet. Westlich der Linie Krienseregg – Fräkmüntegg gibt es grosse Flächen Sumpfland.
In ihm entspringen zahlreiche Zuflüsse des Ränggbachs, u. a. der Tschuggebach und der im Oberlauf Wissbach genannte Rotbach. Das ganze Gelände bildet den Nordabhang des Pilatus.
Von Bedeutung ist der Untere Chrienbach, der vor seiner Verbauung oft Unwetterschäden anrichtete. Er fliesst durch das Gemeindegebiet und mündet (überdeckt) in der Burgerstrasse (Stadt Luzern) von links in die Reuss. Richtung Horw und weiter in den Vierwaldstättersee fliessen der Schlundbach, der Schlim- oder Schlossbach und der bereits erwähnte Steinibach.
Vom Gemeindeareal von 2734 ha ist knapp mehr als die Hälfte (50,8 %) von Wald und Gehölz bedeckt. Knapp ein Fünftel (20,8 %) ist Siedlungsfläche, und 27,3 % werden landwirtschaftlich genutzt (Stand 2015/16).
Kriens grenzt im Süden an Hergiswil, im Süden und Osten an Horw, im Norden und Osten an die Stadt Luzern, im Nordwesten an Malters und im Westen an Schwarzenberg.

## Bevölkerung
Ein erster Wachstumsschub erfolgte zwischen 1816 und 1837. Mit der fortschreitenden Ansiedlung von Industriebetrieben im 19. Jahrhundert stieg die Bevölkerung von 1850 bis zum Ersten Weltkrieg stark an (1850–1910: + 165,8 %). Nach zwei Jahrzehnten mit mässigem Wachstum folgte eine zweite starke Wachstumsperiode bis 1970 (1930–1970: + 174,9 %). Im Jahr 1951 konnte in Kriens der 10'000. Einwohner gefeiert werden, 1970 der 20'000. Mit der Erdölkrise wurde der Bevölkerungsanstieg in der stark industrialisierten Gemeinde abgebremst. Dennoch gehört Kriens weiterhin zu den grössten Gemeinden des Kantons Luzern, nur die Stadt Luzern und Emmen zählen mehr Einwohner.
Quellen: 1798–1837: Helvetische und kantonale Volkszählungen; Bundesamt für Statistik; 1850 bis 2000 Volkszählungsergebnisse, 2010 ESPOP, seit 2011 STATPOP

### Sprachen
Die Bevölkerung benutzt als Alltagssprache eine hochalemannische Mundart. Bei der letzten Volkszählung im Jahr 2000 gaben 89,36 % Deutsch, 2,55 % Italienisch und 1,92 % Serbokroatisch als Hauptsprache an.

### Religionen – Konfessionen

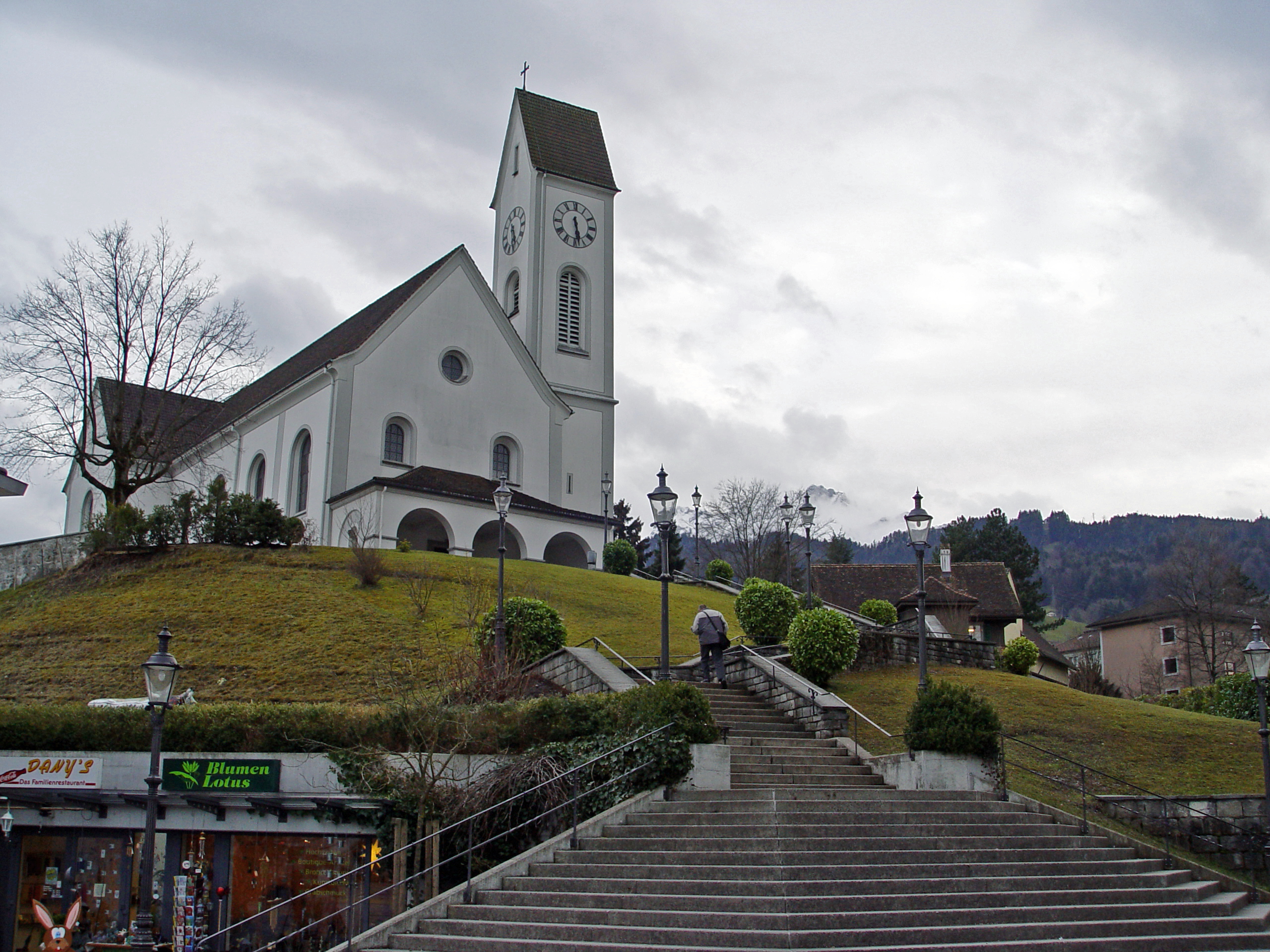
Katholische Kirche St. Gallus im Zentrum von Kriens

Früher war die Bevölkerung geschlossen Mitglied der römisch-katholischen Kirche. Mit Stand 2000 sah die religiöse Landschaft wie folgt aus: Es gibt 66,79 % römisch-katholische, 15,82 % evangelisch-reformierte, 2,22 % orthodoxe und 0,19 % christkatholische Christen. Daneben findet man 7,44 % Konfessionslose, 3,28 % Muslime, 0,76 % Anhänger anderer nichtchristlicher Bekenntnisse und 0,57 % Juden. Die Muslime sind in der Mehrheit Albaner und Bosniaken; daneben finden sich etliche andere Volksgruppen. Die Orthodoxen sind meist Serben und Montenegriner. Die Juden sind grösstenteils Anhänger der (orthodoxen) chassidischen Richtung des Judentums und Schweizer.

### Herkunft – Nationalität
Ende 2022 zählte die Gemeinde 28'983 Einwohner. Davon waren 22'625 Schweizer Staatsangehörige und 6'358 (= 21,9 %) Menschen anderer Staatsangehörigkeit. Die grössten Zuwanderergruppen kommen aus Deutschland (1'033 Menschen), Italien (781), Portugal (407), dem Kosovo (374), Eritrea (304), Serbien (275), Spanien (209), Nordmazedonien (161), der Türkei (150), Kroatien (139), Sri Lanka (115), Bosnien und Herzegowina (113) und China (100). 1'148 Personen stammen aus übrigen europäischen Ländern, 1'036 aus weiteren aussereuropäischen Staaten, und 13 sind staatenlos oder unbekannter Herkunft.

## Geschichte

Luftbild von 1949

Kriens, 1910

In den ältesten Urkunden des Benediktinerklosters im Hof in Luzern wird Chrientes als einer ihrer 16 Dinghöfe aufgeführt. Das Kloster hatte das Gebiet als Geschenk zweier adeliger Schwestern erhalten. Die Originale der Urkunde stammen ungefähr aus dem Jahre 840 n. Chr. Im Jahr 1291 erwarben die Habsburger die Gemeinde. Sie blieb bis nach der Schlacht bei Sempach als Teil des Amtes Rothenburg in deren Besitz. Im Jahr 1392 übernahmen die (Stadt-)Luzerner die Rolle der Lehnsherren. Kriens gehörte zusammen mit Horw und dem Eigenthal von 1421 bis 1798 zur Vogtei Horw-Kriens. 1653 erhoben sich auch hier die Bauern unter Leitung von Hans Spengler. Bis 1803 war es Teil des Distrikts Luzern und gehört seither zum Amt Luzern. Wie zu Zeiten des Einmarschs der Franzosen in der Schweiz war Kriens auch in der Zeit der Freischaren und des Sonderbunds von kriegerischen Handlungen betroffen.
Bei einer Abstimmung am 4. März 2018 beschlossen die Stimmbürger von Kriens die Einwohnergemeinde ab dem 1. Januar 2019 als Stadt zu bezeichnen. Gleichzeitig wurde auf diesen Zeitpunkt auch das Wappen der Gemeinde modifiziert, sodass der Wappenbär neu heraldisch korrekter dargestellt wird.

### Name

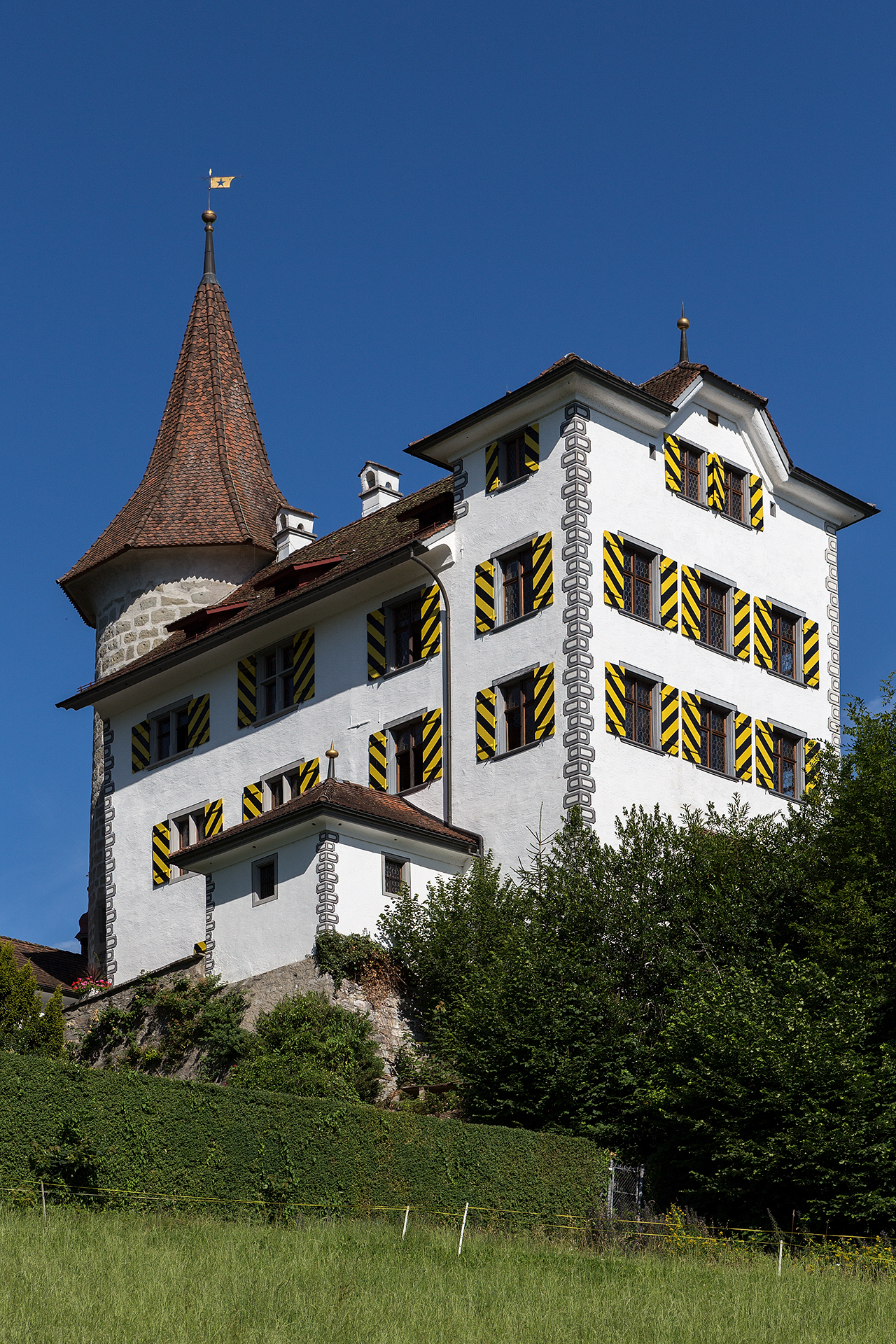
Schloss Schauensee

Der Ursprung wie auch die Bedeutung des Ortsnamens Kriens sind nicht eindeutig feststellbar. Vermutlich stammt der Name vom indoeuropäischen Wort *krei, was so viel wie «scheiden» oder «trennen» bedeutet. Vermutlich von dieser Wurzel wurde mit einem Suffix -nt ein alter europäischer Gewässername *crientas gebildet, der sich über gallorömische Formen bis zum heutigen Kriens entwickelt hat und dabei von einem Gewässer auf den Ort übertragen wurde. Die erste urkundliche Erwähnung von Kriens erfolgt in einer Urkunde des 9. Jahrhunderts als in Chrientes.
Gemäss Angelo Garovi und Johann Ulrich Hubschmied bedeutet das gallo-romanische Wort Chrientas bzw. Chrientes so viel wie «Streuegras» (mit Bezug auf die ehemals mit Schilf und Ried bewachsene Talsohle).

## Politik

### Einwohnerrat (Legislative)
- Grüne: 4
- Junge Grüne: 1
- SP: 5
- GLP: 1
- Mitte: 6
- Junge Mitte: 1
- Liberale Senioren: 1
- FDP: 5
- SVP: 6

Die Anliegen der Bevölkerung werden durch einen Einwohnerrat vertreten. Er besteht aus 30 Mitgliedern und wird alle vier Jahre im Proporzwahlverfahren gewählt. Von 2008 bis 2016 bestand der Einwohnerrat aus 36 Mitgliedern. Der Einwohnerratspräsident für das Amtsjahr 2024/25 ist Michael Portmann (SP).
|  | Partei                                       | 2024 | 2020 | 2016 * | 2012 | 2008 | 2004 |
|  | -------------------------------------------- | ---- | ---- | ------ | ---- | ---- | ---- |
|  | SVP                                          | 6    | 6    | 7      | 8    | 10   | 6    |
|  | Grüne                                        | 4    | 6    | 4      | 3    | 4    | 4    |
|  | FDP                                          | 5    | 6    | 6      | 7    | 7    | 6    |
|  | SP                                           | 5    | 5    | 5      | 6    | 6    | 6    |
|  | Die Mitte                                    | 6    | 4    | 6      | 8    | 7    | 6    |
|  | GLP                                          | 1    | 2    | 1      | 1    | 0    | 0    |
|  | Die Junge Mitte                              | 1    | 1    | 1      | 1    | 1    | 1    |
|  | Junge Grüne                                  | 1    | –    | 0      | 1    | 0    | 0    |
|  | JungsozialistInnen und Junge Linke           | –    | –    | 0      | 1    | 0    | 0    |
|  | Liberale Senioren / Groupe Politique 60 Plus | 1    | –    | 0      | 0    | 1    | 1    |
|  | Chance21                                     | –    | –    | 0      | 0    | 0    |      |

* Verkleinerung des Einwohnerrats von 36 auf 30 Mitglieder

### Stadtrat (Exekutive)
Der Stadtrat von Kriens besteht aus fünf Mitgliedern. Der Stadtpräsident, der Gemeindeammann und der Sozialvorsteher im Vollamt sowie zwei Mitglieder im Nebenamt. Die Stadträte werden alle vier Jahre im Majorzverfahren gewählt.
Bei den Gesamterneuerungswahlen 2020 wurde eine komplett erneuerte Stadtregierung gewählt. Sie setzt sich seit dem 1. September 2020 wie folgt zusammen:
- Christine Kaufmann-Wolf (Die Mitte): Stadtpräsidentin (Präsidialdepartement)
- Maurus Frey (Grüne): Bauvorsteher (Bau- und Umweltdepartement)
- Cla Büchi (SP): Sozialvorsteher (Sozialdepartement)
- Marco Frauenknecht (SVP): Bildungsvorsteher (Bildungs- und Kulturdepartement)
- Roger Erni (FDP): Finanzvorsteher (Finanzdepartement)

sowie Martin Mengis, Stadtschreiber (Stadtkanzlei)

### Kantonsratswahlen
Bei den Kantonsratswahlen 2023 des Kantons Luzern betrugen die Wähleranteile in Kriens: SVP 20,72 %, SP 19,34 %, FDP 17,32 %, Mitte (einschliesslich Junge Mitte) 16,87 %, Grüne (mit JG und GrüneUnt) 14,88 %, glp (mit JGLP) 10,46 % und EVP 0,41 %.

### Nationalratswahlen
Bei den Schweizer Parlamentswahlen 2023 betrugen die Wähleranteile in Kriens: SVP 23,3 %, Mitte 20,4 %, SP 18,2 %, FDP 14,5 %, Grüne 12,6 %, glp 8,8 %, übrige 2,3 %.

### Städtepartnerschaften
San Damiano d’Asti, Piemont (Italien)

## Wirtschaft
In Kriens gab es um 2003 etwa 12'000 Arbeitsplätze; zwei Drittel davon im Dienstleistungssektor.
Der Pilatusmarkt Kriens gilt als das viertgrösste Einkaufszentrum der Zentralschweiz.
Die Pilatus-Bahnen AG haben hier ihren Hauptsitz.

## Verkehr

### Überregional

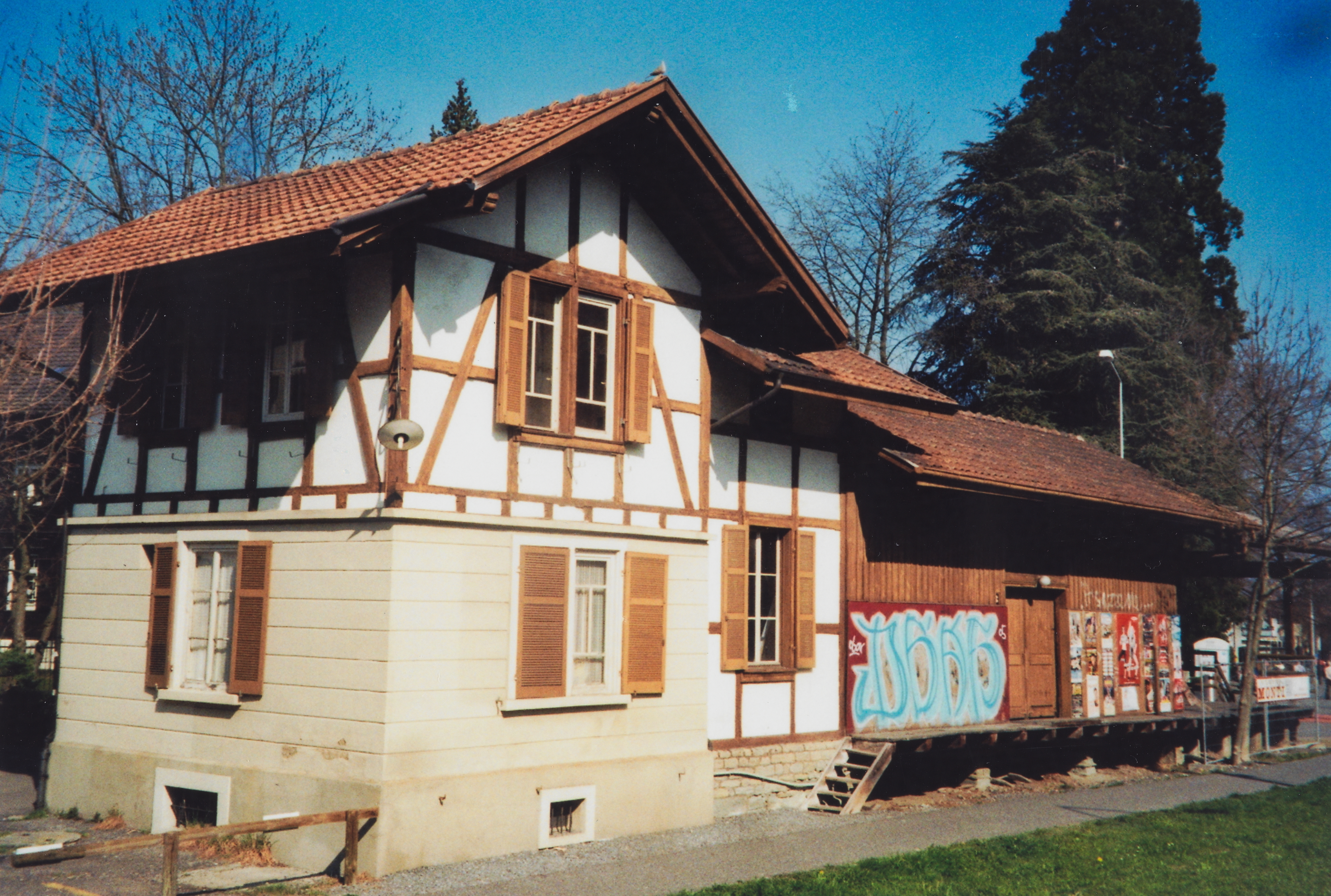
Ehemaliger Güterschuppen der Kriens-Luzern-Bahn am Stadtplatz (2012)

Früher war Kriens durch die Kriens-Luzern-Bahn (KLB) erschlossen. Diese hat den Personenverkehr mit Eröffnung der Tramlinie nach Kriens im Jahr 1900 eingestellt. Bis 1998 diente sie weiterhin dem Güterverkehr nach Kriens Dorf. Im Jahr 2004 wurden die Geleise vom Kupferhammer ins Dorf anlässlich einer Sanierung der Hauptstrasse entfernt. Ende 2009 stellte die KLB ihren Betrieb gänzlich ein und wurde liquidiert.
Der Bahnhof Kriens Mattenhof wird von der S-Bahn Luzern mit den Linien S4 Luzern–Stans–Wolfenschiessen, S41 Luzern–Horw (in Stosszeiten) und S5 Luzern–Sarnen–Giswil bedient und ist seit Dezember 2004 in Betrieb. Die vormalige Haltestelle wurde zum Bahnhof umgebaut, der Ende 2020 eröffnet wurde, in Verbindung mit der Eröffnung des unmittelbar daneben entstehenden Stadtteils Kriens Mattenhof. Der Bahnhof wurde durch eine neue Unterführung, behindertengerechte Infrastruktur sowie Perrondächer dem gestiegenen Passagieraufkommen angepasst. Der Bahnhof Kriens Mattenhof liegt zwischen dem neuen Quartier Mattenhof und der Luzerner Allmend und damit im Zentrum dieses urbanen Entwicklungsgebietes (Marketingbezeichnung: Luzern Süd). Im Gebiet ist zudem der Bau der Veranstaltungsstätte Pilatus Arena im Gange.
Kriens hat beim Grosshof (südlich des Sonnenbergtunnels) einen eigenen Autobahnanschluss an die A2. Ein weiterer Anschluss an die A2 existiert im Quartierbereich Schlund (in der Nähe des Pilatusmarktes), der auch die Nachbargemeinde Horw erschliesst.

### Nahverkehr

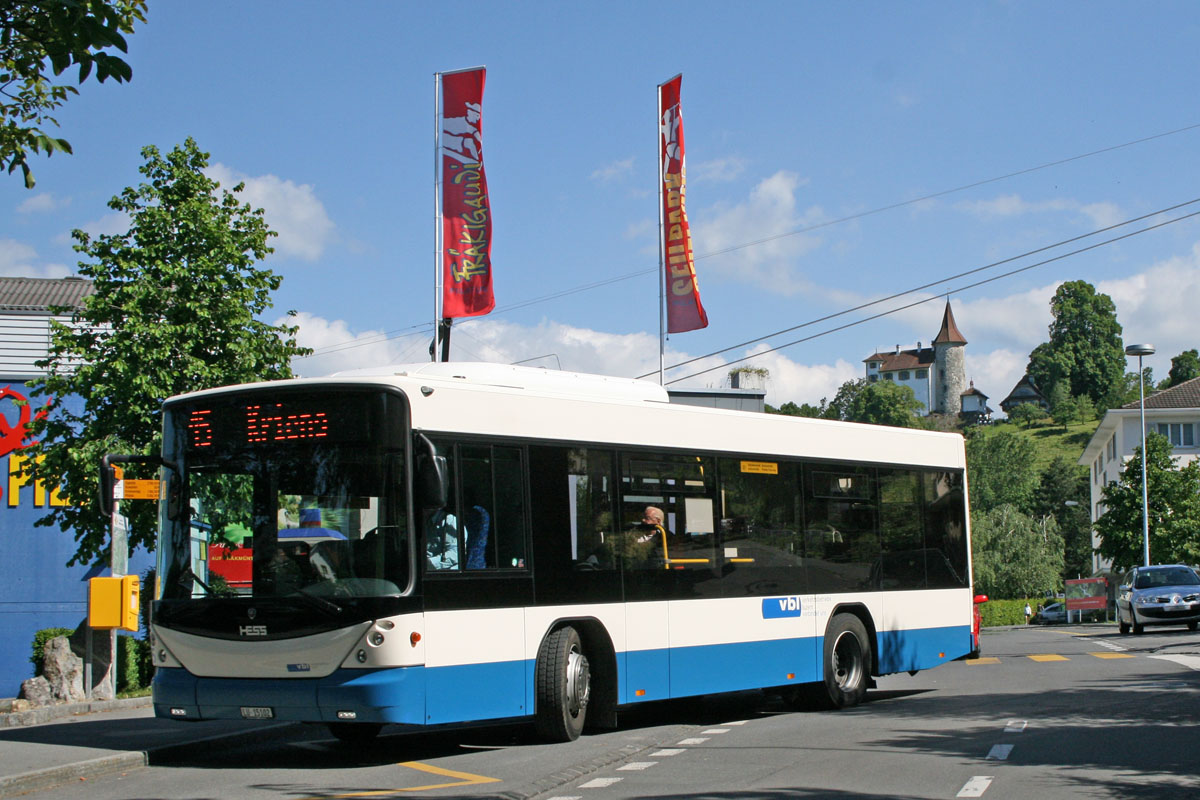
Quartierbus der Linie 15 bei der Talstation der Gondelbahn Kriens–Fräkmüntegg, im Hintergrund das Schloss Schauensee

Das Haupttransportmittel des Öffentlichen Verkehrs zwischen Luzern und Kriens/Obernau sind Trolleybusse.
Die Linie 1 des Trolleybus Luzern, sie wird von den Verkehrsbetrieben Luzern (VBL) bedient, führt von Ebikon-Fildern über das Maihofquartier Luzern und den Bahnhof Luzern nach Kriens-Obernau. Seit 2017 fährt die Trolleybuslinie 5 als Tangente von Kriens-Zentrum über Luzern-Pilatusplatz nach Emmenbrücke, fährt also den Bahnhof Luzern nicht an. Dafür wurde der Takt der Linie 1 ausgedünnt, was zu Kritik geführt hat.
Die Autobus-Linien 15 (Ortsbus Kriens) und 16 (Kriens – Mattenhof – Kuonimatt – Horw Zentrum – Horw Spitz) erschliessen verschiedene Quartiere von Kriens durch den Öffentlichen Verkehr.
Seit 2013 führt die Autobus-Linie 21 von Luzern via Kastanienbaum und Horw Zentrum über den Pilatusmarkt bis nach Kriens Busschleife. Auch die Autobus-Linie 14 wird seit diesem Datum neu geführt und fährt von Horw Zentrum über das Einkaufszentrum Pilatusmarkt, das Krienser Gewerbegebiet Schlund und der östlichen Grenze von Kriens entlang nach Luzern und weiter zur Klinik St. Anna und ins Würzenbachquartier in Luzern. Damit wird das auf Krienser Gemeindegebiet gelegene Luzerner Kulturzentrum «Südpol» direkt an den Bahnhof Luzern angebunden.
Mit der Postautolinie 71 gelangt man von Luzern über Kriens ins Eigental. Seit Fahrplanwechsel im Dezember 2011 werden zusätzlich einige «Eilkurse» auf der Strecke Luzern Bahnhof – Kriens Busschleife gefahren, der Einstieg und Ausstieg ist an allen Haltestellen der Linie 71. Es handelt sich eigentlich um Überführungsfahrten von Postautos vom Busdepot in Kriens nach Luzern, welche bis anhin leer durchgeführt worden waren. Dieses zusätzliche Angebot soll die stark belastete VBL-Linie 1 etwas entlasten.
Seit Mai 2025 verbindet die Postautolinie 214 das Zentrum von Kriens über das Renggloch mit Littau (Luzern) und Malters. Auf der Linie fahren im Fahrplan 2025 montags bis freitags täglich zwölf Kurspaare zwischen 5:00 Uhr und 20:00 Uhr. Samstags verkehren zehn Kurspaare, sonntags findet kein Betrieb statt.

## Schule
In Kriens gibt es zwölf Schulzentren der Primarstufe und drei Schulzentren der Sekundarstufe I. Neben der Primarschulklassen der 1. bis 6. Stufe werden die Kleinklassen A, B und C sowie das Lernstudio für Hochbegabte angeboten. An der Sekundarstufe werden die Niveaus A, B, und C unterrichtet. Zusätzlich gibt es in Kriens vier Klassen der Brückenangebote des Kantons Luzern.
Auf Krienser Stadtgebiet befindet sich die Hochschule Luzern – Musik. Im Ortsteil Obernau befand sich von 1968 bis 2015 die schweizerische, jüdisch-orthodoxe Talmud-Hochschule Jeschiwah. Der Betrieb wurde mangels finanzieller Mittel 2015 eingestellt.

## Freizeit

### Naherholung
Das Freibad Parkbad Kriens hat eine Liege- und Spielwiese. Ein 50 m langes Schwimmbecken, das auch für Schwimmwettbewerbe genutzt wird, Spiel- und Planschbecken, Sprung- und Rutschtürme sind ebenso vorhanden wie eine Beachvolleyball-Anlage sowie ein Grillplatz und ein Selbstbedienungsrestaurant.
Das bekannteste Wandergebiet der Region ist der Pilatus mit seinen Ausläufern.
Zu Fuss oder mit der Pilatusbahn lässt sich der Berg erklimmen. Von der Talstation Kriens aus führt eine Panorama-Gondelbahn bis zur Station Fräkmüntegg (Fahrtdauer ca. 30 Minuten auf 1416 m ü. M.), auf der man auf die Luftseilbahn umsteigt, um auf den Pilatus Kulm (2132 m ü. M.) zu gelangen. Unterhalb der Seilbahnstation Krienseregg gibt es eine Kinder-Spielanlage und Grillplätze.
Neben der Bahnstation Fräkmüntegg ist der grösste Kletterpark in der Zentralschweiz, der Pilatus Seilpark; auch die mit 1350 m längste Sommerrodelbahn der Schweiz befindet sich hier.
Im Winter stehen auf der Station Schlitten zum Gebrauch bereit. Bei guten Schneebedingungen kann man fast bis zur Talstation rodeln.
Von Mai bis November fährt die «steilste Zahnradbahn der Welt», die Pilatusbahn, die ihren Ausgangsbahnhof in Alpnach Dorf hat. Auf dem Weg zum Pilatus Kulm legt die Bahn dabei 4618 m zurück.
Des Weiteren verkehrt von Kriens die 1902 eröffnete Sonnenbergbahn auf den Sonneberg.

### Sport
Der bekannteste Sportverein der Gemeinde ist der Fussballverein SC Kriens, der zeitweise in der Nationalliga A antrat. Seit der Saison 2022/23 spielt der Club in der dritthöchsten Schweizer Liga, der Promotion League. Im Handball spielt der HC Kriens-Luzern in der Nationalliga A und gehört damit zur erweiterten nationalen Spitze. Daneben gibt es weitere Vereine wie zum Beispiel den Veloclub, den Tennisclub oder mehrere Turnvereine.

## Kultur und Brauchtum
Wichtigster und grösster alljährlich stattfindender Anlass ist die Krienser Fasnacht mit ihren typischen Krienser Holzmasken. Diese wird jeweils von der lokalen Galli-Zunft, den Krienser Guggenmusigen und freien Fasnachtsgruppen organisiert. Sie findet am Fasnachts-Samstag auf dem Dorfplatz statt. Höhepunkt ist der grosse Umzug am Güdisdienstag.
Ein weiteres wichtiges Brauchtum ist das sogenannte Geisslechlöpfe. Jeweils in der Zeit zwischen Anfang November und dem St. Nikolaustag (6. Dezember) wird in Kriens auf Strassen und Plätzen mit grossen Geisseln gechlöpft – oft auch in organisierten Gruppen. Ein ähnlicher Brauch existiert auch in Bayern und Österreich mit dem Goaßlschnalzen, allerdings werden in Kriens keine Fuhrmannspeitschen benutzt, sondern an einem dickeren Holzstab befestigte Hanfseile. Diese werden nach aussen hin immer dünner und enden in einem sogenannten Zwick. Der Chlöpfer schwingt nun die Geissel im Kreis über seinem Kopf und bringt sie mit einer abrupten Gegenbewegung zum Knallen. Diese Bewegung wird dann abwechslungsweise nach links und rechts ausgeführt, ohne dabei dazwischen eine ganze Drehung durchzuführen. Das Brauchtum ist auch bei Kindern und Jugendlichen heute noch sehr beliebt und wird rege praktiziert.
Als kleines Wahrzeichen der Gemeinde Kriens etablierte sich das «Schlössli» Schauensee auf einer Anhöhe des Schatteberges im Süden von Kriens. Es gehört seit 1963 der Gemeinde Kriens und wird als Kultur- und Begegnungsstätte genutzt.
Überregional bekannt ist das Krienser Museum im Bellpark, ein Forum für zeitgenössische Kunst, Fotografie und Geschichte. Des Weiteren befand sich zwischen 2006 und 2015 das Militärmuseum Luzern in einem Luftschutzbunker auf Gemeindegebiet. 2012 wurde das Schweizer Schachmuseum in Kriens eröffnet.
Kriens besass lange Zeit zwei Theatersäle im Zentrum: Den Pilatussaal und die kleinere Lokalität im ehemaligen Kino «Scala». Letztere war unter anderem Stammbühne der lokalen Theatervereine Theater Paprika und Bunte Bühne Kriens. 2014 wurde mittels einer Volksabstimmung die Komplettsanierung des Zentrums beschlossen. Infolgedessen wurden die beiden Lokalitäten Pilatussaal und Scala abgerissen und durch modernere Gebäude ersetzt. Auf dem Schappe-Areal bei der Busschleife ist das Kulturzentrum Schappe – das Kulturquarat entstanden, das neben dem Kleinkunstsaal zahlreiche weitere Kulturlokalitäten (u. a. auch die Galerie Kriens und Kleinkunstbühnen) beherbergt. Im neuen Zentrum Pilatus gibt es seit Ende 2018 die zentrale Verwaltung, den neuen Stadtsaal (400 Plätze) sowie Büros, Ladenlokale und Wohnungen. Viele gesellschaftliche Veranstaltungen finden ausserdem in der multifunktionellen, auch als Dreifachturnhalle nutzbaren Krauerhalle statt. Auf dem Gebiet der Stadt Kriens, im Gebiet Arsenal, befindet sich zudem das Kulturzentrum der Stadt Luzern Südpol.
Der 16. Oktober, in Kriens Gallustag, ist zu Ehren des heiligen Gallus ein gesetzlicher Feiertag.

### Hergiswald

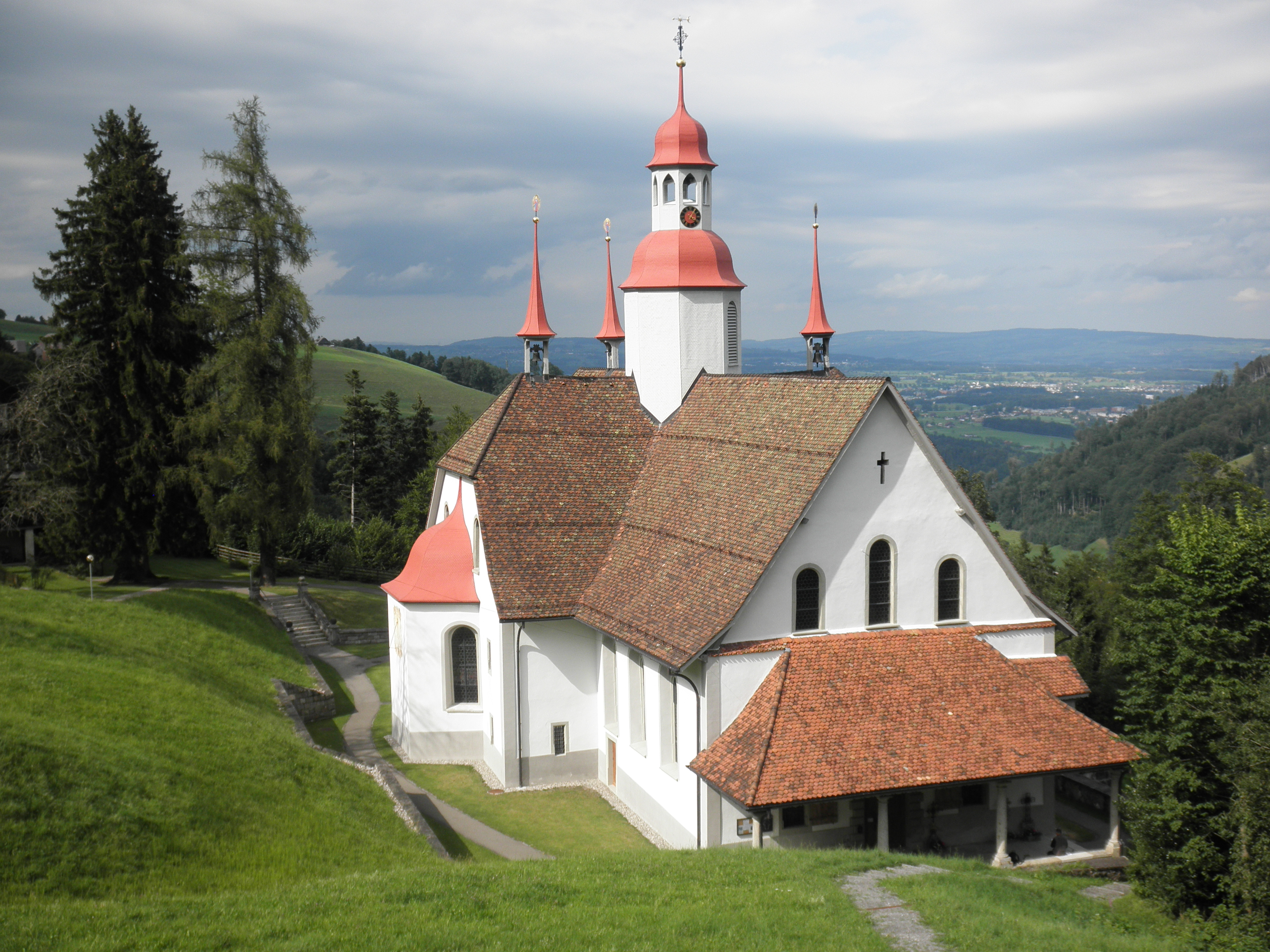
Wallfahrtskirche Unserer Lieben Frau in Hergiswald

Oberhalb des Ortes, am Fusse des Pilatus, befindet sich im Weiler Hergiswald die 1662 geweihte Wallfahrtskirche Unserer Lieben Frau. Es handelt sich um eine frühbarocke Kirche, die um den Nachbau der Casa Santa von Loreto aus dem Jahre 1643 herum errichtet wurde. In dieser Kapelle befindet sich als Wallfahrtsbild eine Schwarze Madonna. Bemerkenswert ist die gewölbte Kassettendecke mit 324 Feldern, die alle von Kaspar Meglinger mit Mariensymbolen bemalt wurden. Es ist weltweit der grösste Zyklus dieser Art.
Nahe bei der Wallfahrtskirche befindet sich ein Restaurant. Auf dem Weg zur Wallfahrtsstätte passiert man eine gedeckte Holzbrücke von 1792, die trotz einer nachträglichen Erhöhung für den Fahrverkehr nur eine Durchfahrtshöhe von 3,20 m hatte. Die Hergiswaldbrücke wurde 2012 durch eine neue, unüberdachte Brücke entlastet. Die alte wurde für den Verkehr gesperrt; und 2015 wurde beschlossen, sie im Rahmen einer Sanierung in ihren Ursprungszustand zurückzuversetzen. Im Juni 2016 war die Sanierung der ältesten Holzbogenbrücke der Schweiz abgeschlossen.

## Bilder

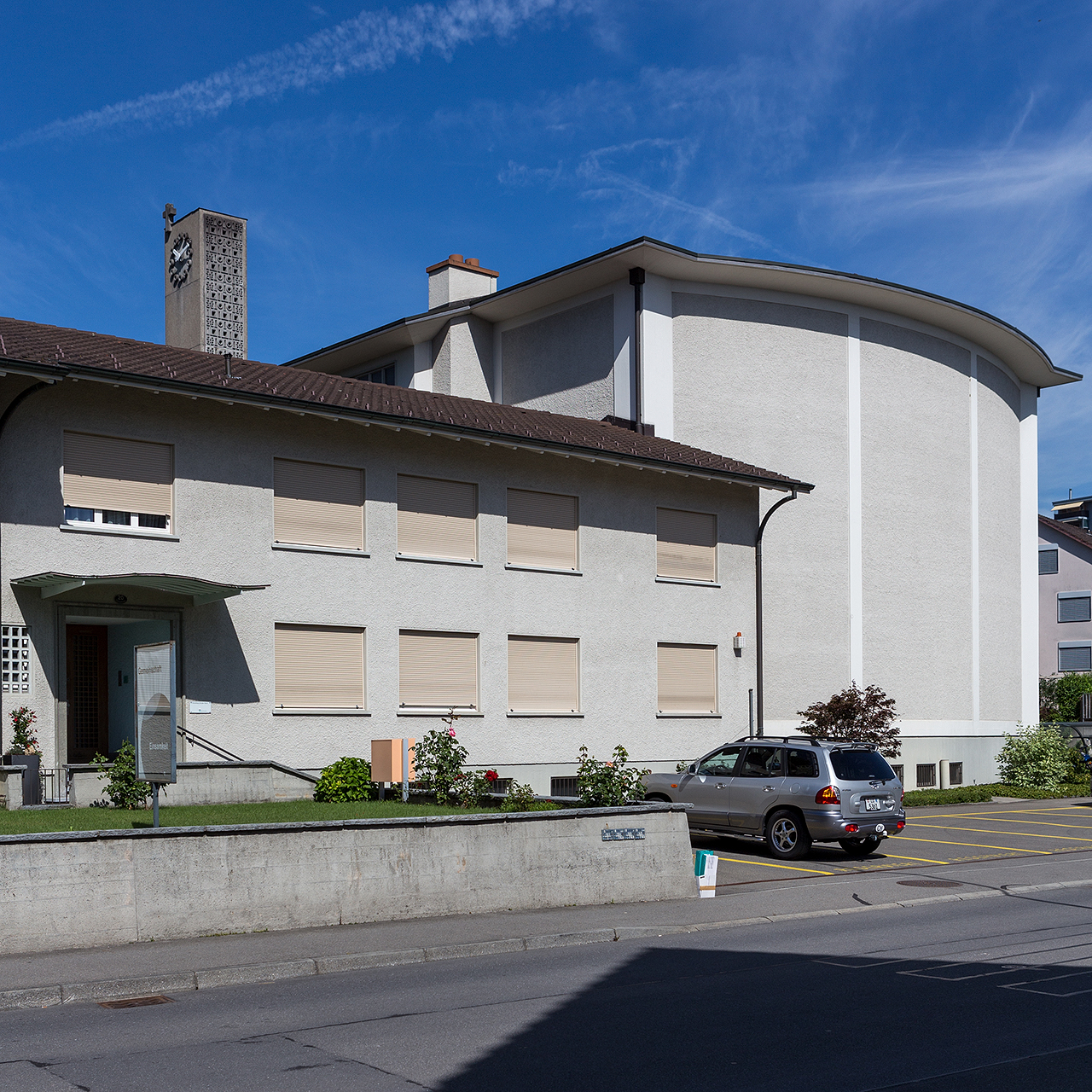
Bruder Klaus Kirche
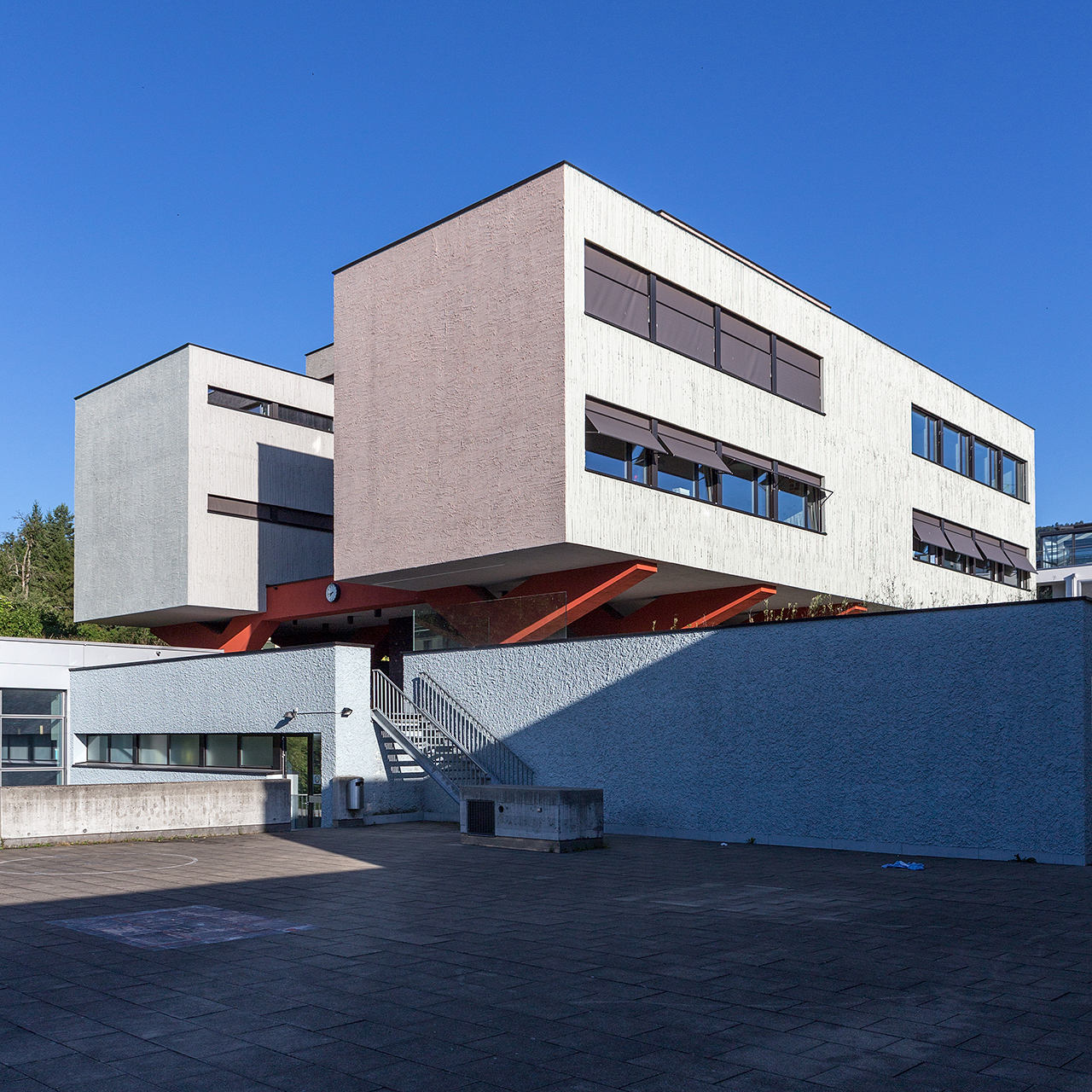
Krauerschulhaus
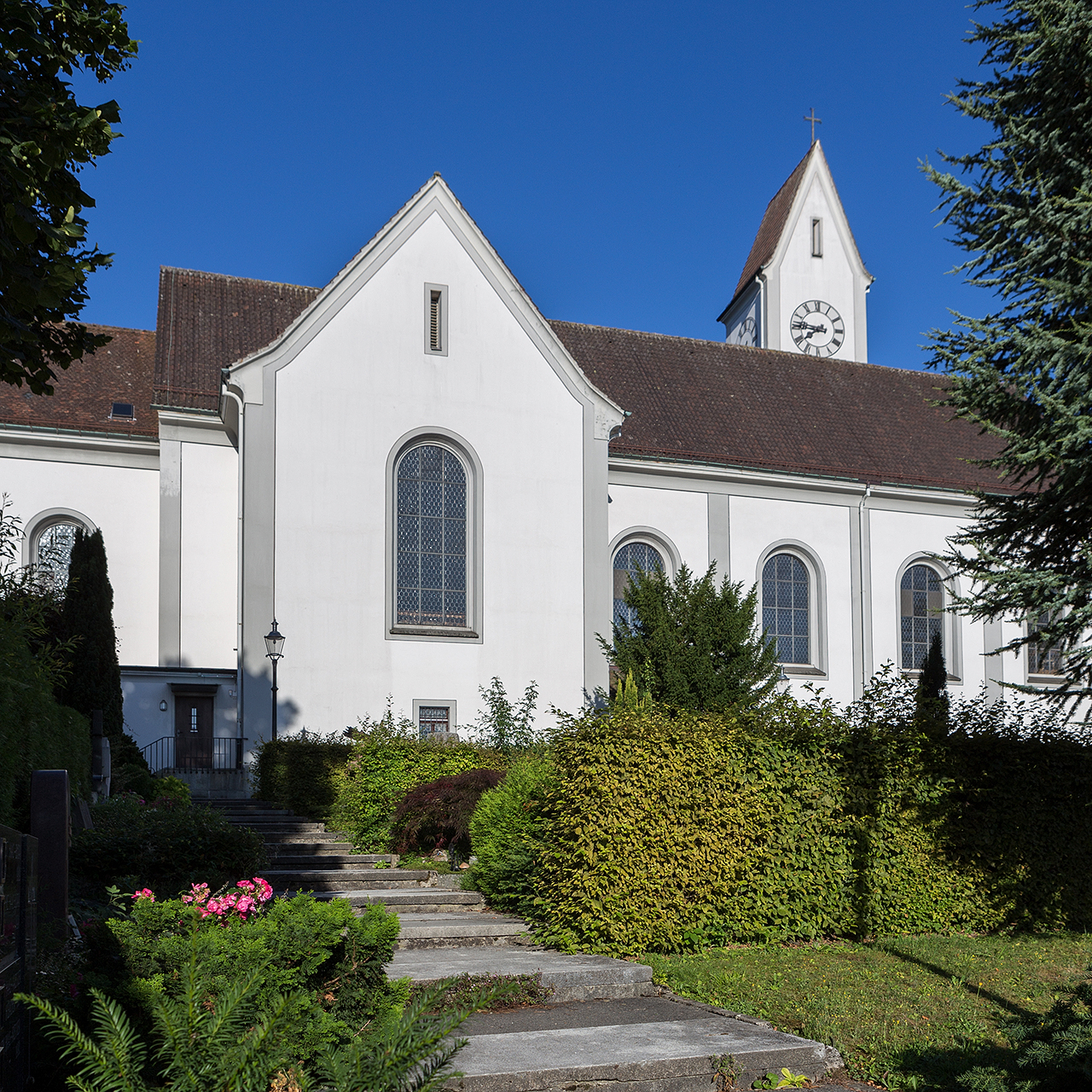
Pfarrkirche
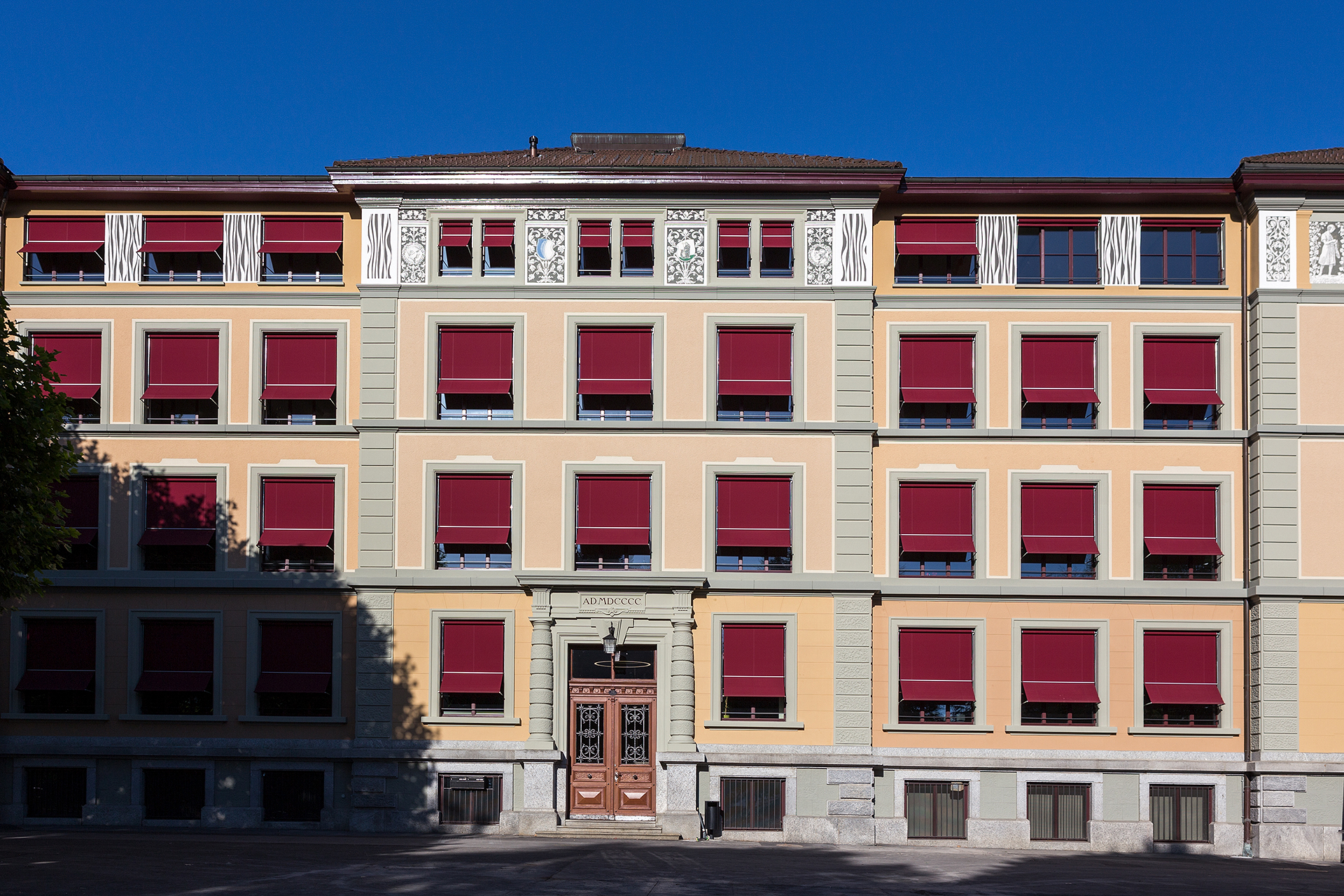
Schulhaus Kirchbühl
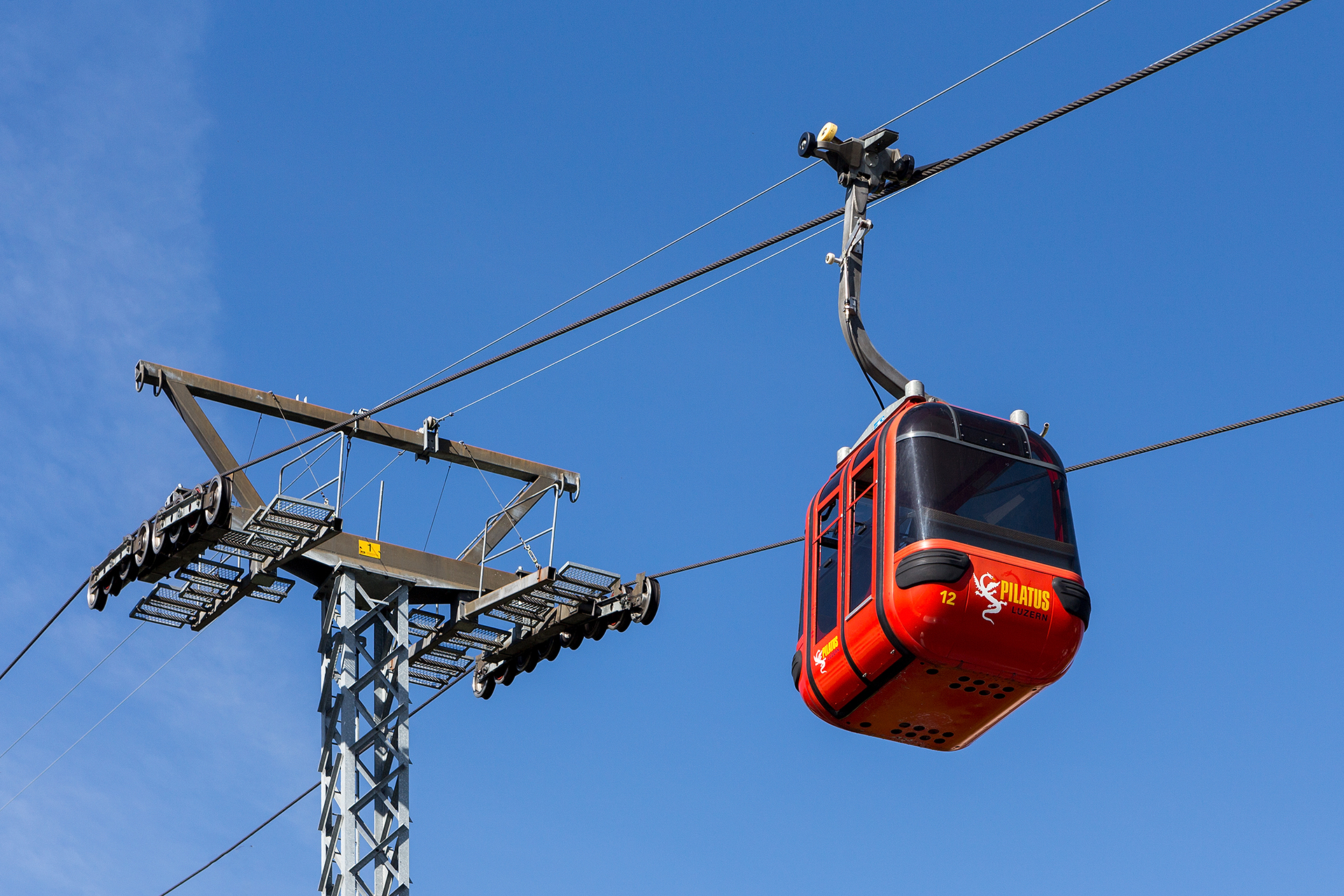
Pilatusbahn
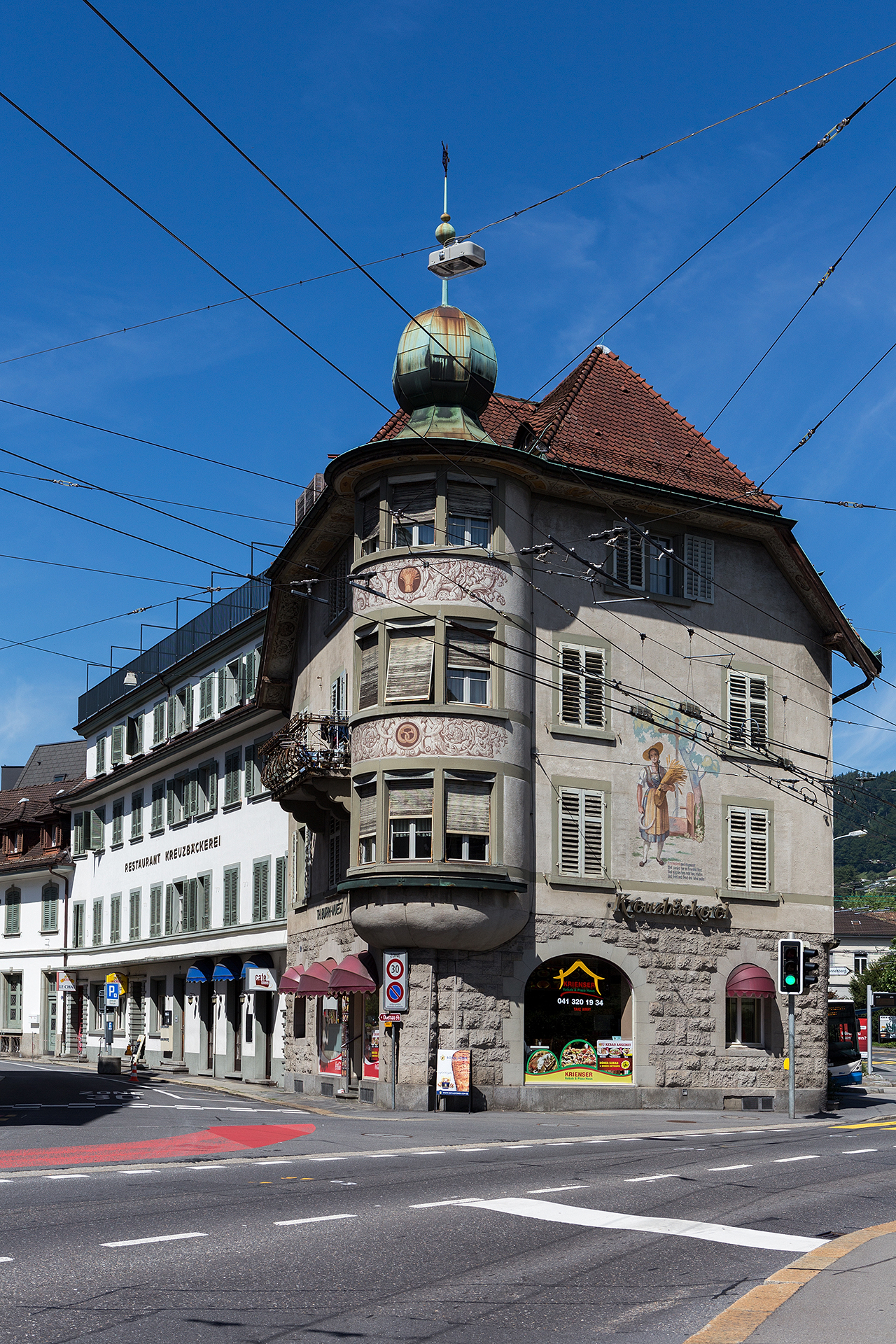
Kreuzbäckerei
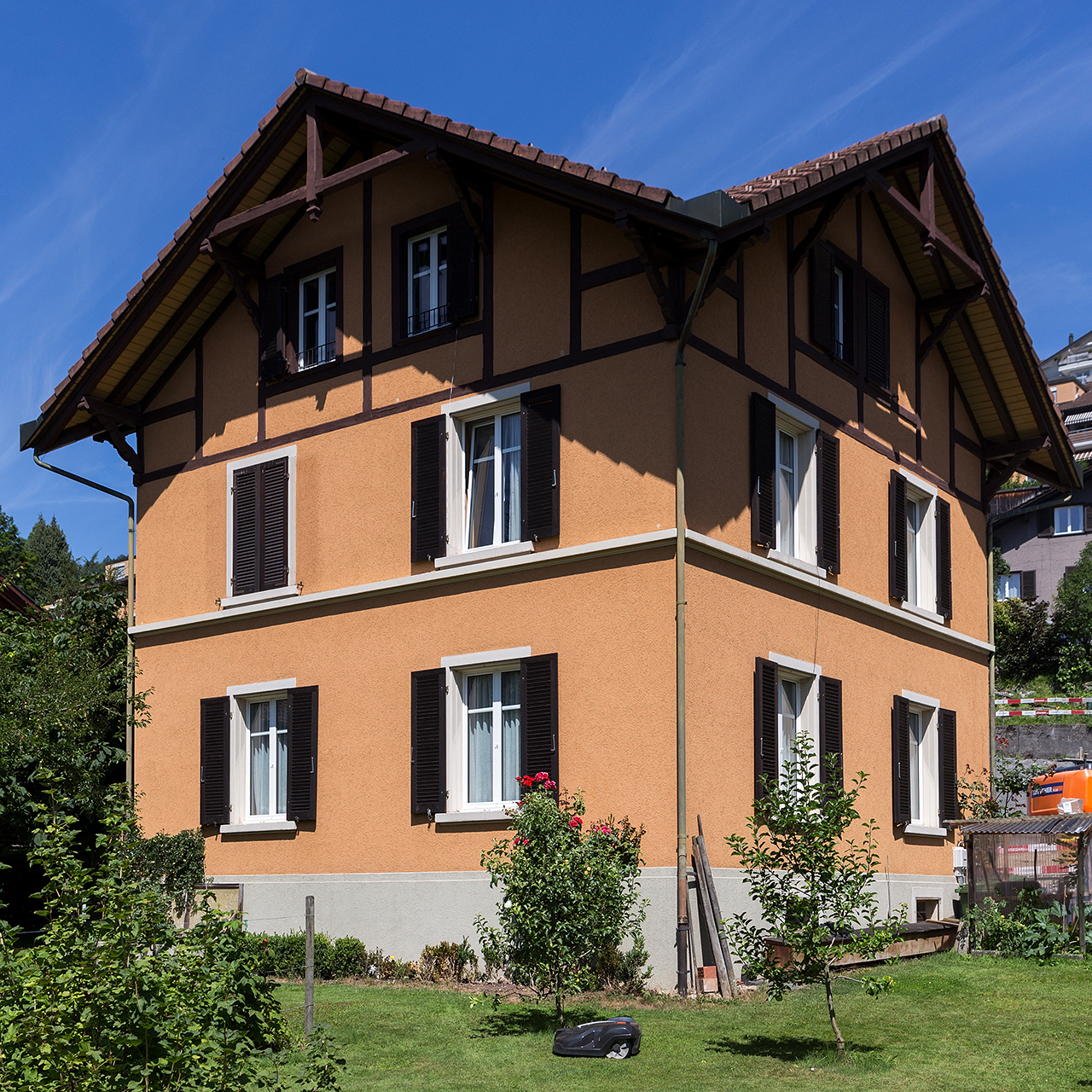
Arbeitersiedlung Neu-Hobacher
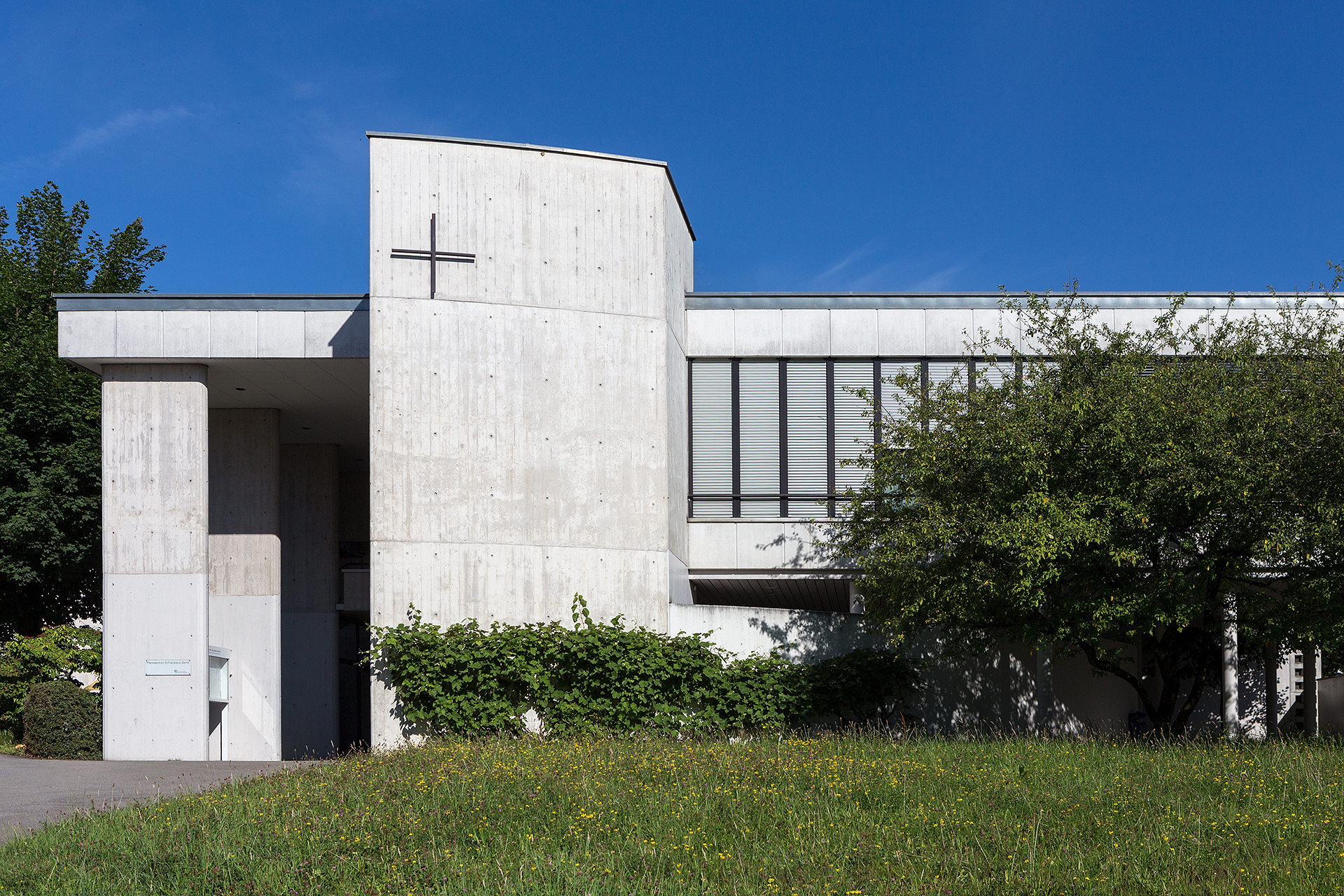
Kirche St. Franziskus

## Persönlichkeiten
- August Bell (1814–1870), Begründer der Grossindustrie in Kriens (Bell Maschinenfabrik AG)
- Therese Bickel (1941–1999), Zeichnerin der Art brut
- Fabio Coltorti (* 1980), Fussballer, Torhüter der Schweizer Nationalmannschaft
- Lara Dickenmann (* 1985), Spielerin der Schweizer Fussball-Nationalmannschaft der Frauen
- Walter Grob (1928–2014), Akkordeonist, lebte von 1961 bis 1980 als Gastwirt in Kriens
- Bärbel Horat (* 1986), ehem. Kantonsrätin (Grüne)
- Heinrich Krauer (1755–1827), Staatsmann, Arzt in Kriens
- Johann Georg Krauer (1792–1845), Arzt, Naturwissenschaftler und Dichter des Rütlilieds, in Kriens geboren
- Buschi Luginbühl (* 1942), Hörspielregisseur, Theatergründer, Rundfunkjournalist und Schauspieler
- Urs Lüthi (* 1947), Fotograf, Maler, Video-, Performance- und Installationskünstler
- Erich Mächler (* 1960), Radrennfahrer
- Albert Alois Müller (1898–1976), Bibliothekar und Autor
- Kurt Müller (* 1934), Sportschütze, Weltmeister und Bronzemedaillen-Gewinner bei Olympia
- Jean Nuttli (* 1974), Radrennfahrer
- Sepp Renggli (1924–2015), Sportjournalist und Buchautor
- Rudolf Roessler (1897–1958), Verleger und Betreiber eines privaten Nachrichtendienstes; in Kriens begraben.
- Melchior Schnyder (1775–1858), Lehrer, Grossrat und Chronikschreiber (Merkwürdigkeiten von Kriens)
- Werner Swiss Schweizer (* 1955), Dokumentarfilmer und Filmproduzent
- Valentin Stocker (* 1989), Mittelfeldspieler der Schweizer Fussball-Nationalmannschaft
- Michael Töngi (* 1967), Schweizer Politiker (Grüne), seit 2018 Nationalrat
- Gian Waldvogel (* 1990), Kantonsrat (Grüne)
- Livio Wenger (* 1993), Inline-Speedskater, Eisschnellläufer und Olympionike
- Max Albert Wyss (1908–1977), Fotograf, Redaktor der Zeitschrift Camera
- Raffael Zeder (* 1980), FIFA-Schiedsrichterassistent